# Brownington (Missouri)
Brownington – miasto w Stanach Zjednoczonych, w stanie Missouri, w hrabstwie Henry.